# Chester W. Schaeffer
Chester W. Schaeffer (* 9. September 1902 in New York City; † 5. Januar 1992 in Santa Clara, Kalifornien) war ein US-amerikanischer Filmeditor.

## Leben
Schaeffer begann in den frühen 1940er Jahren seine Tätigkeit im Bereich Filmschnitt. Gelegentlich war er auch an Fernsehproduktionen beteiligt.
Beginnend mit Stadt in Aufruhr von 1951 arbeitete er für mehrere Filme eng mit dem Regisseur Russell Rouse zusammen. Ihre letzte gemeinsame Produktion war Die Bankräuberbande aus dem Jahr 1967.
1952 war Schaeffer für sein Wirken an dem Film Stadt in Aufruhr für den Oscar in der Kategorie „Bester Schnitt“ nominiert. 1955 erhielt er eine Nominierung für den Emmy.

## Filmografie (Auswahl)
- 1941: The Luckiest Guy in the World
- 1944: Das Gespenst von Canterville (The Canterville Ghost)
- 1947: Give Us the Earth!
- 1949: Heart to Heart (Kurzfilm)
- 1951: Stadt in Aufruhr (The Well)
- 1952: Ich bin ein Atomspion (The Thief)
- 1952: Devil Take Us
- 1954: Hände weg, Jonny! (Wicked Women)
- 1955: Davy Crockett, König der Trapper (Davy Crockett, King of the Wild Frontier)
- 1957: Ariane – Liebe am Nachmittag (Love in the Afternoon)
- 1957: Das todbringende Ungeheuer (The Deadly Mantis)
- 1957–1968: Lassie (Fernsehserie)
- 1959: Donner in der Sonne (Thunder in the Sun)
- 1959: Schrei, wenn der Tingler kommt (The Tingler)
- 1960: Ein Haus in Yokoshimi (Cry for Happy)
- 1963: Der Balkon (The Balcony)
- 1964: Madame P. und ihre Mädchen (A House Is Not a Home)
- 1965: … denn keiner ist ohne Schuld (The Oscar)
- 1967:  Die Bankräuberbande (The Caper of the Golden Bulls)